# Coenonympha iphicles
Coenonympha iphicles är en fjärilsart som beskrevs av Otto Staudinger 1892. Coenonympha iphicles ingår i släktet Coenonympha och familjen praktfjärilar. Inga underarter finns listade i Catalogue of Life.